# Phacelia
Die Gattung Phacelia gehört zur Unterfamilie der Wasserblattgewächse (Hydrophylloideae) in der Familie der Raublattgewächse (Boraginaceae). Auch die Trivialnamen Bienenweide, Bienenfreund, Büschelschön oder Büschelblume werden verwendet.

## Beschreibung

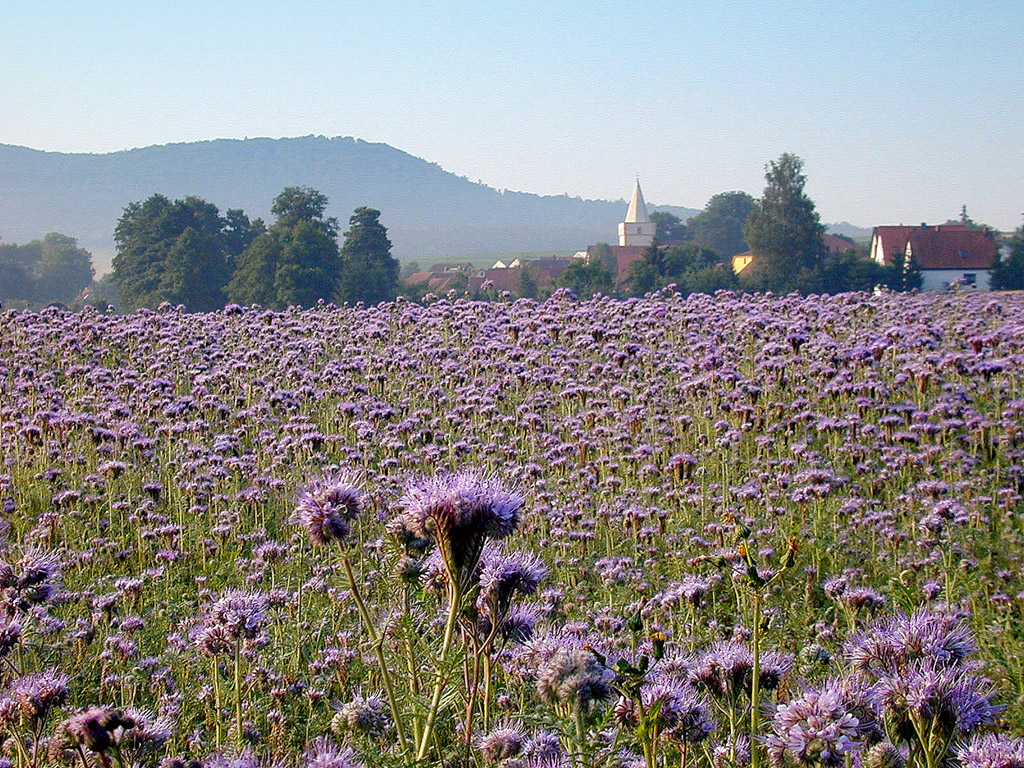
Feld mit Phacelia.

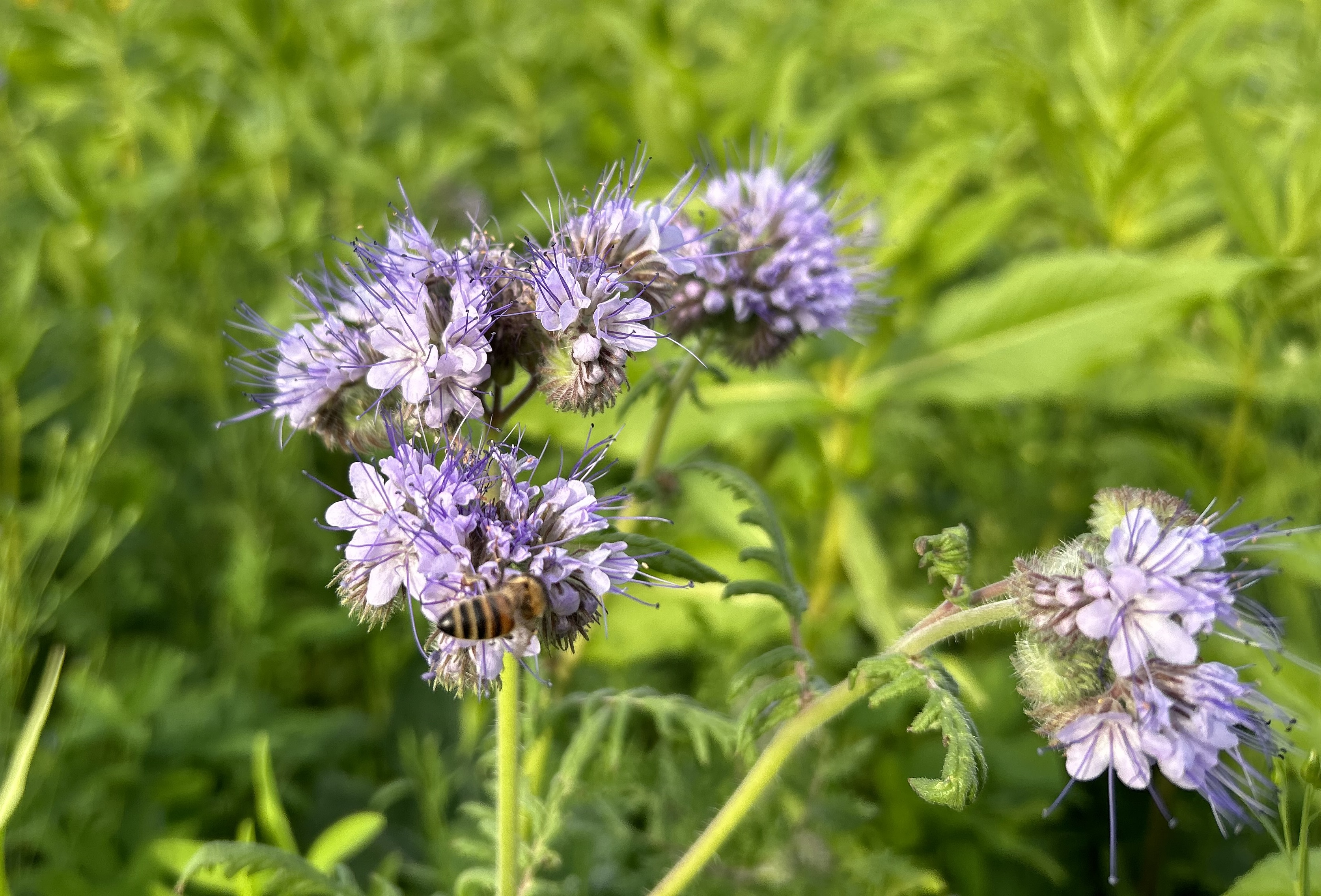
Detailansicht

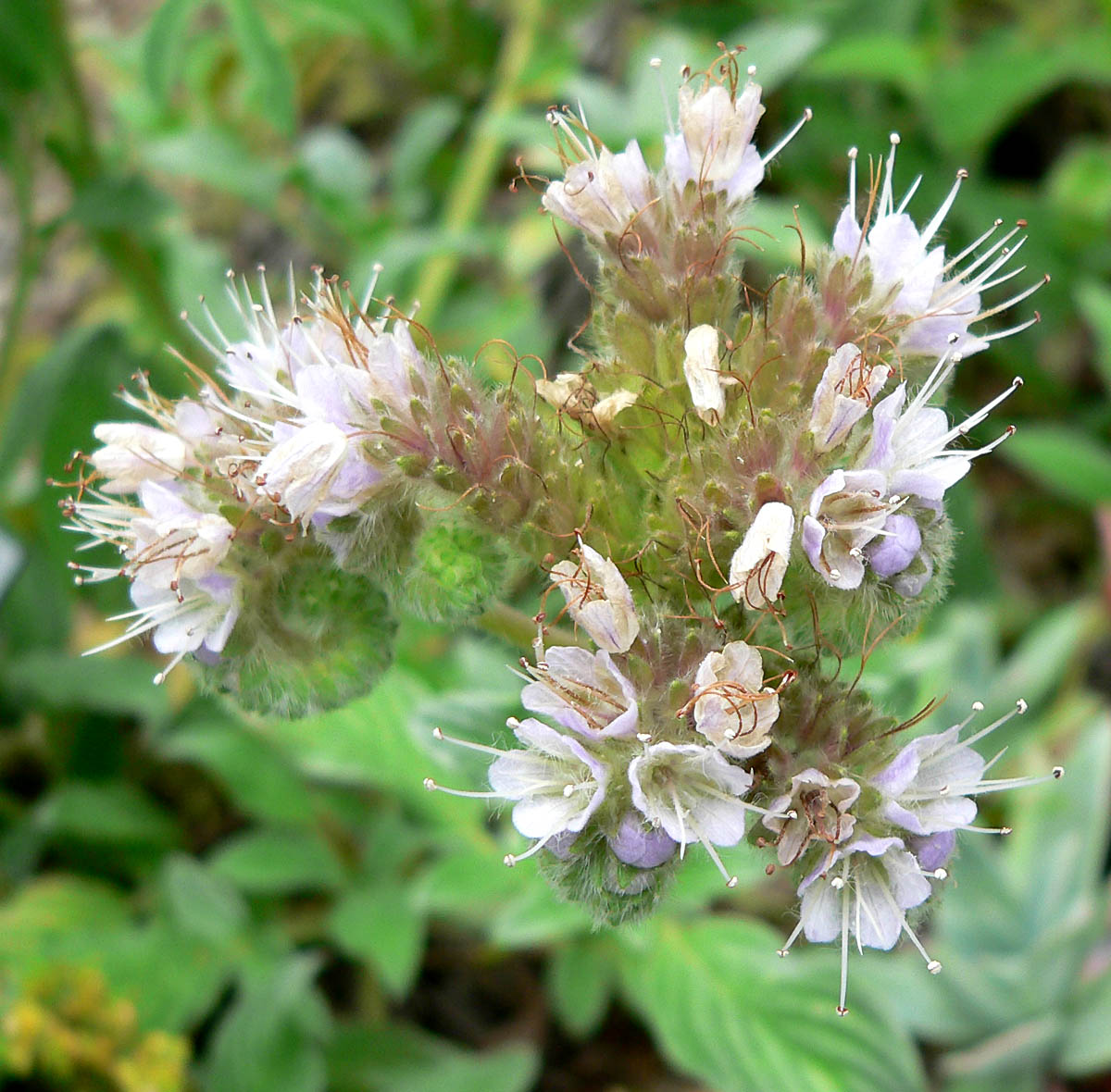
Phacelia argentea

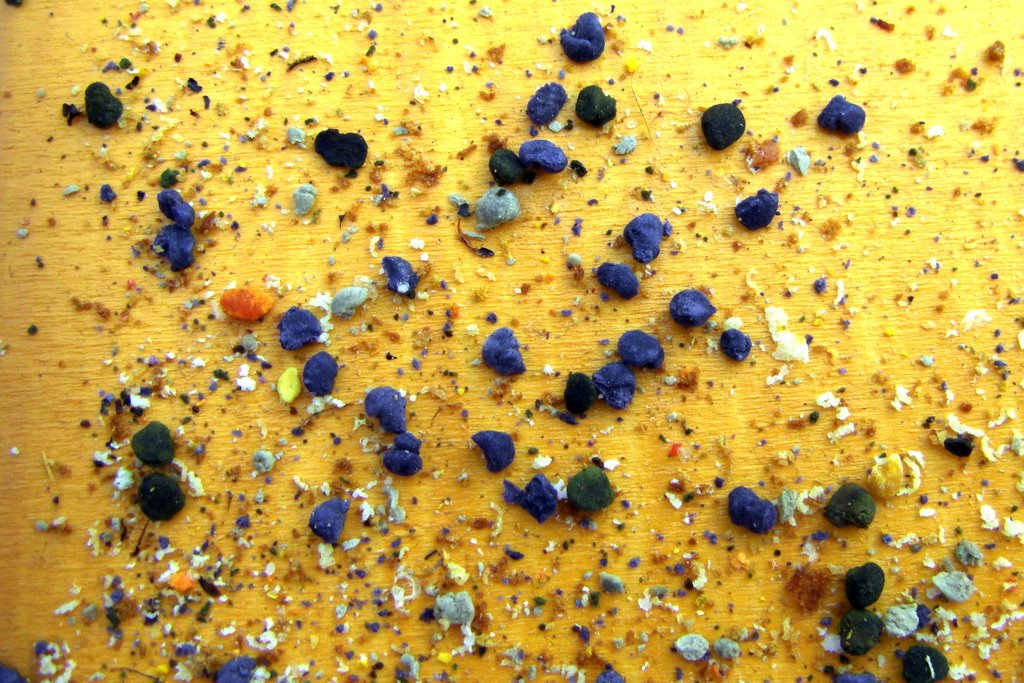
Durch Bienen gesammelte Blütenpollen der Phacelia (lila)

### Vegetative Merkmale
Phacelia-Arten wachsen als ein-, zwei- oder mehrjährige krautige Pflanzen. Die oberirdischen Pflanzenteile sind meist behaart. Die wechselständig und spiralig angeordneten Laubblätter sind einfach oder zusammengesetzt. Nebenblätter fehlen.

### Generative Merkmale
Die endständigen, zymösen Blütenstände sind einseitig und oft schneckenförmig eingerollt.
Die zwittrigen Blüten sind radiärsymmetrisch und fünfzählig mit doppelter Blütenhülle. Die fünf blau-violetten, hellblauen bis weißen Kronblätter stehen glockig bis radförmig zusammen. Es ist nur ein Kreis mit fünf freien, fertilen Staubblättern vorhanden. Meist sind die Staubbeutel behaart. Zwei Fruchtblätter sind zu einem oberständigen Fruchtknoten verwachsen. Es ist nur ein Griffel vorhanden.
Die Kapselfrüchte sind zweifächerig und behaart.

## Ökologie
Die Bestäubung erfolgt durch Hautflügler (Hymenoptera) (Entomophilie).

## Vorkommen
Ursprüngliche Heimat der Gattung Phacelia ist hauptsächlich das westliche Nordamerika, die östlichen USA und Südamerika, also nur die Neue Welt. Verwildert kommen wenige Phacelia-Arten an Straßen- und Wegrändern, auf Äckern und Schuttplätzen vor. Die Arten der Gattung sind zwar anspruchslos und trockenheitsverträglich, aber nicht winterhart. Deshalb können sie sich in Mitteleuropa als Neophyten nicht großflächig durchsetzen.

## Verwendung weniger Arten und Sorten
In der Landwirtschaft am meisten angebaut werden Sorten der Art Rainfarn-Phazelie (Phacelia tanacetifolia).

### Verwendung als Imkerpflanze
Phacelia wird in Mitteleuropa häufig als Bienenweide für Honigbienen angesät. Sie gilt als sehr ertragreiche Bienentrachtpflanze, deren Trachtwert etwa dem von Raps oder Buchweizen entspricht. Jede Blüte produziert in 24 Stunden Nektar mit einem Gesamtzuckergehalt zwischen 0,7 und einem Milligramm. Erträge von 500 kg Honig je Hektar und Blühsaison sind so durchaus möglich. Für Wildbienen spielt die Pflanzenart dagegen keine Rolle.

### Verwendung als Bodenverbesserer
Phacelia eignet sich sehr gut als Gründüngungspflanze. Mit ihrem dichten Wurzelsystem nutzt sie die Nährstoffvorräte im Boden gut aus und übergibt sie nach Verrottung leicht an die Nachfolgefrucht. Sie hinterlässt eine dicht durchwurzelte, gare Krume. Die feingliedrigen Blätter führen zu einer sehr guten Bodenbeschattung und wirksamen Unkrautunterdrückung. Die hohen Mengen organischen Materials, die im Boden verbleiben, erhalten oder erhöhen den Humusgehalt und damit die Ertragfähigkeit der Böden. Dadurch wird die Bodenstruktur verbessert, und die Ertragsicherheit nimmt langfristig auch auf leichteren Böden zu.
Da die Bestände im Allgemeinen im Winter bei Temperaturen unter minus 5 °C erfrieren und zusammenbrechen, können erosionsgefährdete Folgekulturen wie Zuckerrüben ohne Umbruch in die Pflanzenreste hinein als Mulch- bzw. Direktsaat gesät werden.

### Resistenz gegen Schädlinge, Hemmung von Schädlingen
Die Phacelia wird gerne als Zwischenfrucht und Gründünger angebaut, weil sie die einzige Kulturpflanze in der Unterfamilie der Hydrophylloideae ist. Dadurch gibt es keine Probleme bei der Fruchtfolge, wie dies bei verwandten Sippen oft der Fall ist. Demgegenüber wird bei kreuzblütigen Kulturpflanzen wie beispielsweise Raps, Kohl, Rettich das Auftreten familienspezifischer Erkrankungen wie der Kohlhernie begünstigt, wenn die Fruchtfolge nicht eingehalten wird. In Fruchtfolgen mit Zuckerrüben ist der Anbau von Phacelia vorteilhaft, da sie eine hemmende Wirkung auf Nematoden (Rübenälchen) hat.

### Verwendung im Weinbau
Zur Zwischenbegrünung im Weinbau werden im Frühjahr etwa 10 bis 12 kg Saatgut pro Hektar ausgesät. Da sie eine sehr hohe Masseleistung hat, wird sie bevorzugt bei Erstbegrünungen eingesetzt.

### Verwendung als Futtermittel
Vor Blühbeginn geerntete Phacelia kann, etwa bei der Sauenfütterung, auch als leichtverdauliches Futtermittel genutzt werden. Neben der Frischverfütterung kann sie auch durch Silierung konserviert werden.

## Bedeutung in der Genetik
Am Beispiel der ebenfalls in Nordamerika vorkommenden Phacelia magellanica–Gruppe konnte nachgewiesen werden, dass Fortpflanzungsbarrieren zwischen einzelnen Arten im Pflanzenreich weit weniger gut funktionieren als im Tierreich, oder anders ausgedrückt, dass pflanzliche Genome sehr flexibel sein können.
So gehören der Phacelia magellanica-Gruppe Arten mit mehreren Ploidiestufen an, das heißt, es gibt jeweils Rassen, die diploid, tetraploid und hexaploid sind, und die sich nicht oder nur schlecht kreuzen. Die Tetraploiden der verschiedenen Arten dagegen kreuzen sich untereinander relativ leicht. Der Genaustausch zwischen den „Tetraploiden unterschiedlicher Arten“ ist also leichter als zwischen den Ploidierassen der jeweils gleichen Art.

## Systematik

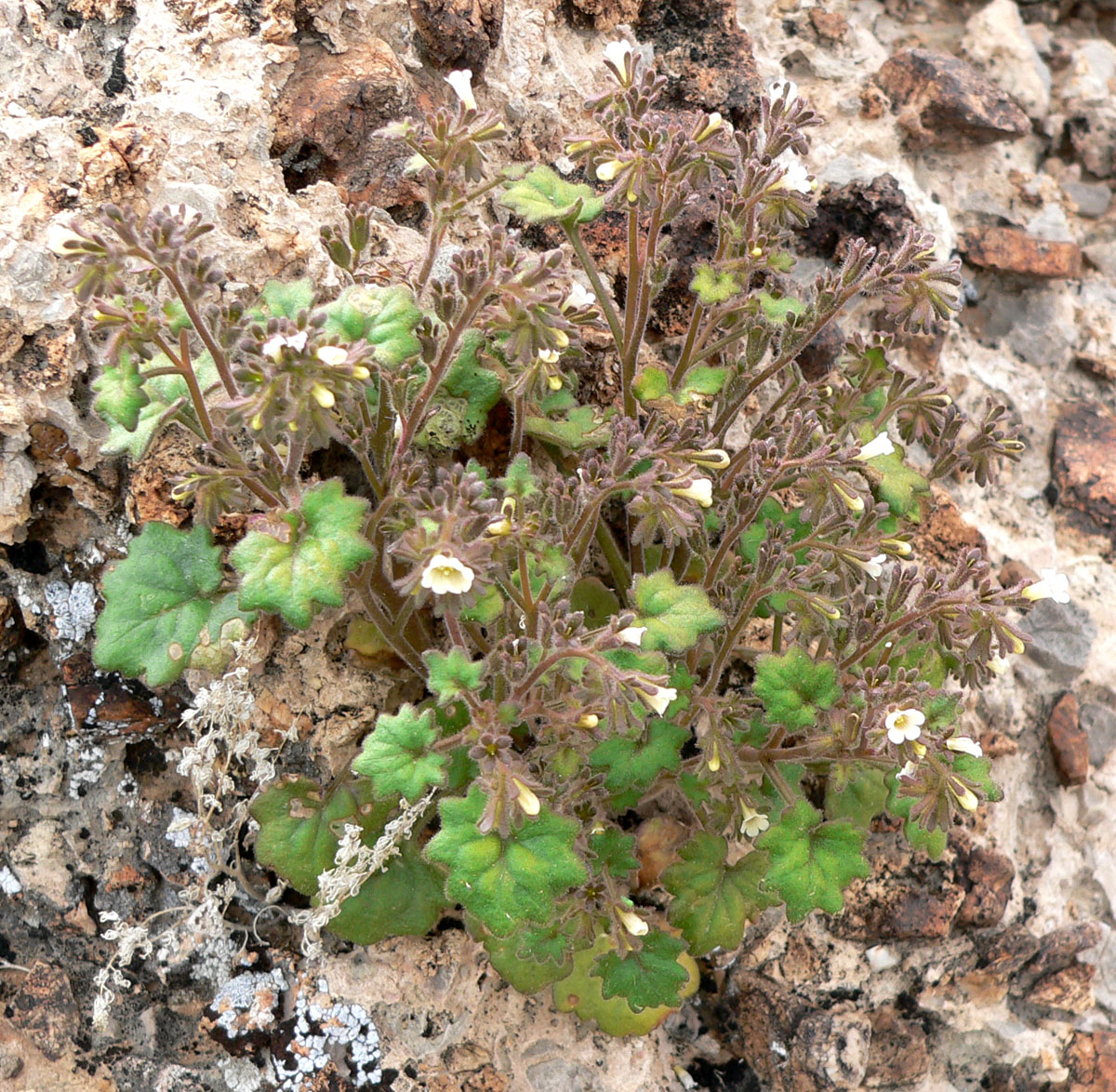
Phacelia rotundifolia

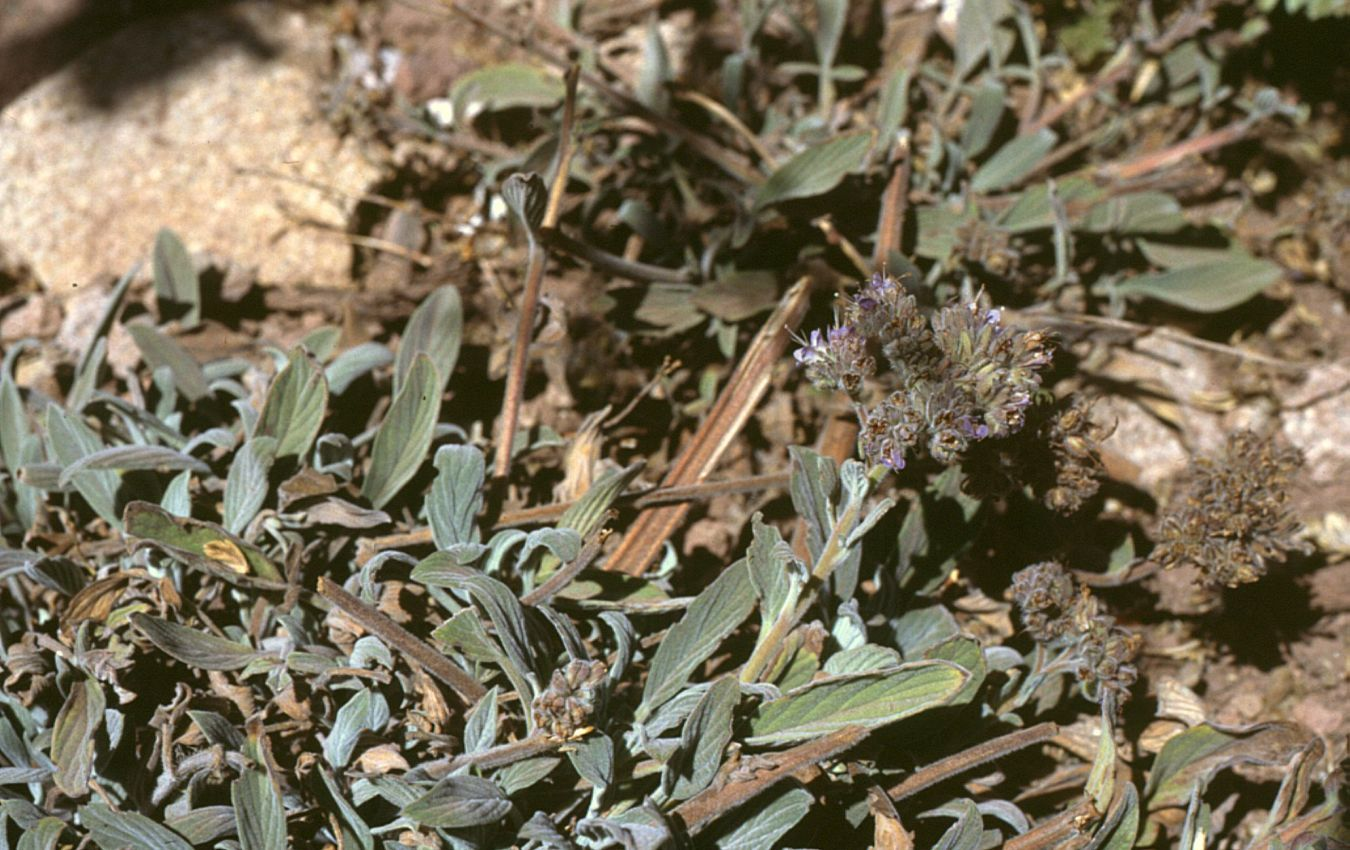
Phacelia secunda

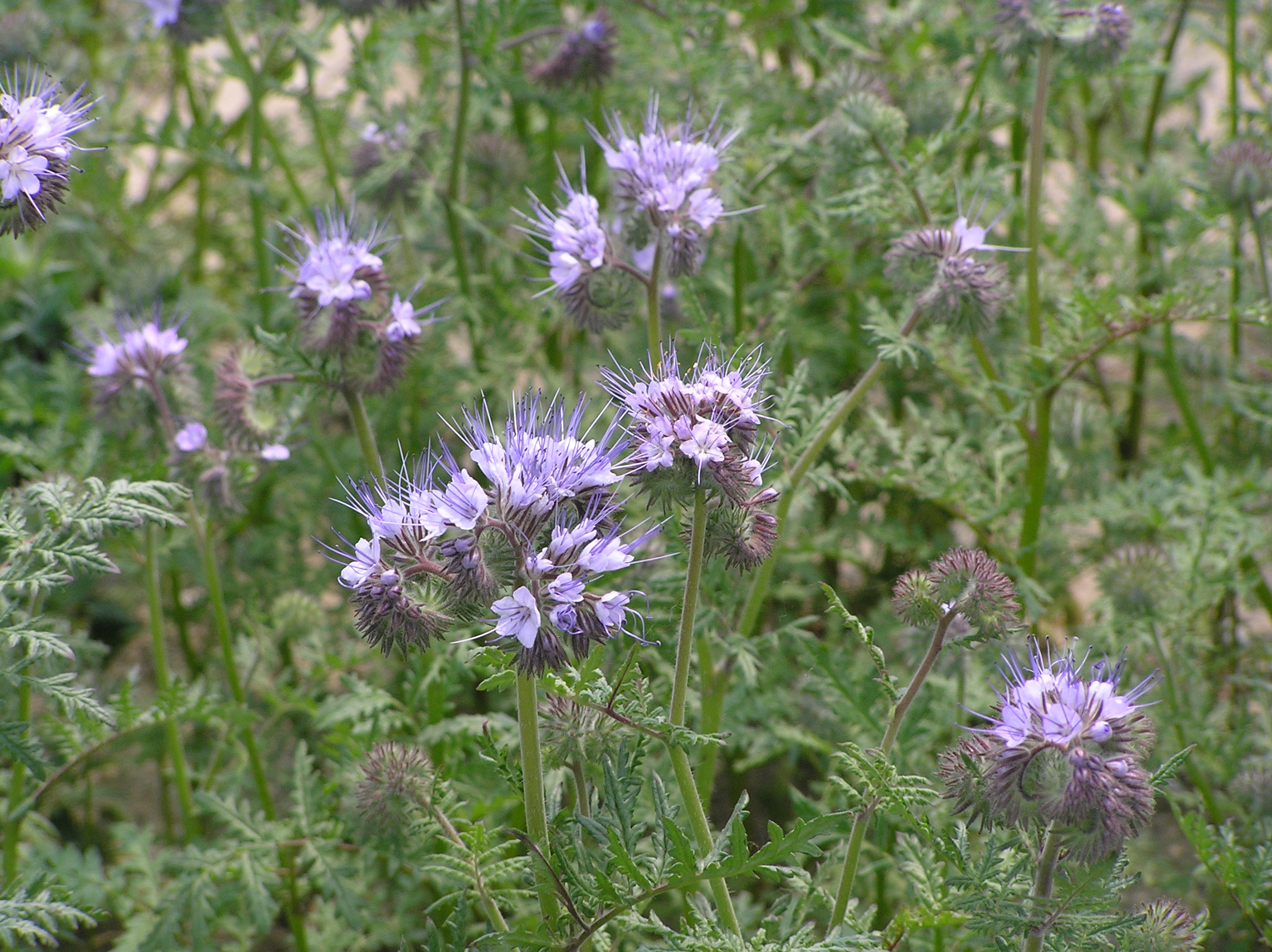
Phacelia tanacetifolia

Die Gattung Phacelia wurde durch Antoine Laurent de Jussieu aufgestellt. Der Gattungsname Phacelia leitet sich vom griechischen Wort phakelos für „Büschel“ ab.
Es gibt 150 bis 200 Phacelia-Arten (Auswahl):
- Phacelia argentea A.Nelson & J.F.Macbr.: Sie kommt nur in Oregon und Kalifornien vor.[9]
- Phacelia calthifolia Brand
- Glocken-Phazelie oder Wüsten-Blauglocke (Phacelia campanularia A.Gray): Sie kommt nur in Kalifornien vor.[9]
- Phacelia fremontii Torr.: Sie kommt in Kalifornien, Arizona, im südlichen Nevada und im südwestlichen Utah vor.[9]
- Großblütige Phazelie (Phacelia grandiflora A.Gray)
- Phacelia magellanica (Lam.) Coville
- Kleine Phazelie (Phacelia minor (Harv.) Thell. ex Zimm.): Sie kommt nur in Kalifornien und Mexiko vor[9]
- Parry-Phazelie (Phacelia parryi Torr.): Sie kommt nur in Kalifornien und Mexiko vor.[9]
- Phacelia rotundifolia Torr. ex S.Watson
- Phacelia secunda J.F.Gmel.
- Seidenhaarige Phazelie (Phacelia sericea (Graham) A.Gray): Sie kommt nur in Kanada und in den USA vor[9]
- Rainfarn-Phazelie (Phacelia tanacetifolia Benth.): Die Heimat ist Kalifornien, Nevada, Arizona und Mexiko, doch kommt die Art eingeschleppt auch in Europa, Australien und Neuseeland vor.[9]
- Klebrige Phazelie (Phacelia viscida (Benth.) Torr.): Die Heimat ist Kalifornien und Mexiko.[9]